# Генералиссимус КНДР

Погон высшего маршала КНДР

Высший маршал КНДР (кор. 대원수, букв. «великий маршал») — высшее воинское звание в Корейской народной армии. Звание было введено в 1992 году в честь восьмидесятилетия Ким Ир Сена и в том же году ему присвоено, а в 2012 году в год семидесятилетия посмертно присвоено Ким Чен Иру.  